# Tomahawk (muntanya russa)
Tomahawk és una de les 2 úniques muntanyes russes infantils que existeixen a PortAventura Park. Va ser inaugurada el 17 de març de 1997, en conjunt amb Stampida. Se situa a l'àrea del Far West, just a la porta on separa Mèxico de l'àrea dels cowboys. La muntanya russa es va construir el mateix any que Stampida, la muntanya russa de fusta més important del parc. El seu recorregut és força intens, amb girs de 180 graus molt tancats i una primera caiguda molt inclinada. Els vagons són de color groc i normalment en funcionen 2 a l'hora. Són individuals per als més grans i per dos places per a petits. Incorporen un cinturó de seguretat i una barra fixa.
El dia 11 de febrer de 2024, a causa del fort vent, un arbre va caure sobre les vies de l'atracció provocant un accident on van resultar ferides 14 persones, dues d'elles greus.